# Thawri
Al-Thawri (Arabisch: الثوري) was een islamitische school (Madhab). De oprichter was Sufyan Al-Thawri, een 8e-eeuwse geleerde en hadith-samensteller.
Nadat Ath-Thawri later in zijn leven naar Basra was verhuisd, stemde hij zijn denken over islamitisch recht af op die van de Omajjaden en van Al-Azwa'i.
Hij dook het laatste jaar van zijn leven onder na een geschil tussen hem en de Abbasidische kalief Muhammad Ibn Mansur Al-Mahdi. Na zijn dood werd de Thawri Madhhab overgenomen door zijn studenten, waaronder met name Yahya al-Qattan. Zijn school heeft het echter niet overleefd, maar zijn juridisch gedachtegoed en vooral de overdracht van de hadith staan hoog aangeschreven in de islam en heeft alle grote scholen beïnvloed. Ook de Madhab in Zahiri verdween. Er bestaan nog vier Madhabs: Hanafi, Malikisme, Sjafisme en Hanbalisme.